# Noren (Nås socken, Dalarna)
Noren är en sjö i Vansbro kommun i Dalarna och ingår i Dalälvens huvudavrinningsområde. Sjön har en area på 0,24 kvadratkilometer och ligger 224,2 meter över havet.

## Delavrinningsområde
Noren ingår i det delavrinningsområde (670019-143046) som SMHI kallar för Mynnar i Noret. Medelhöjden är 238 meter över havet och ytan är 2,56 kvadratkilometer. Det finns ett avrinningsområde uppströms, och räknas det in blir den ackumulerade arean 16,01 kvadratkilometer. Vattendraget som avvattnar avrinningsområdet har biflödesordning 4, vilket innebär att vattnet flödar genom totalt 4 vattendrag innan det når havet efter 289 kilometer. Avrinningsområdet består mestadels av skog (42 procent) och sankmarker (42 procent). Avrinningsområdet har 0,12 kvadratkilometer vattenytor vilket ger det en sjöprocent på 4,5 procent.